# Mezőbőifogadó
Mezőbőifogadó románul: Hodăi-Boian, falu Romániában. Erdélyben, Kolozs megyében.

## Fekvése
Mezőbő (Boian) mellett fekvő település.

## Története
Mezőbőifogadó (Hodăi-Boian) korábban Mezőbő (Boian) része volt. 1956-ban vált külön településsé 257 lakossal.
1966-ban 342, 1977-ben 339, 1992-ben 202 román lakosa volt. A 2002-es népszánláláskor 197 lakosából 196 román, 1 magyar volt.